# Kpomassè
Kpomassè is een van de 77 gemeenten (communes) in Benin. De gemeente ligt in het departement Atlantique en telt 57.190 inwoners (2002).

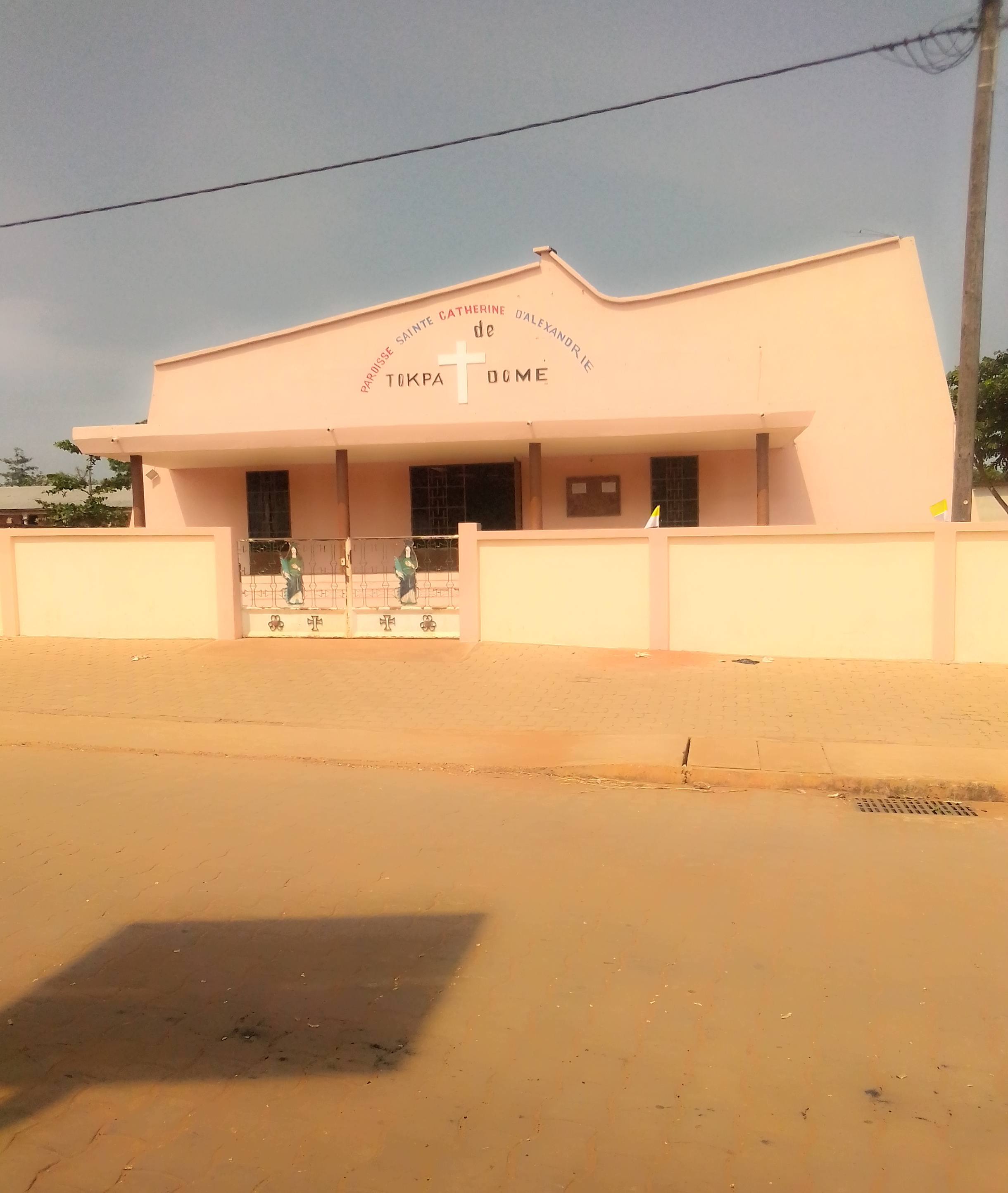
Katholieke kerk